# Låtskrivare
En låtskrivare (engelska: ’songwriter’) är en person som skriver text eller musik i huvudsak inom schlager-, rap-, pop- eller rockmusik. Ordet är belagt i SAOL, dock utan ordförklaring. En låtskrivare kan också kallas en kompositör, även om den senare termen brukar användas främst för individer från den klassiska musikgenren och filmmusik. En låtskrivare som huvudsakligen skriver texterna till en sång kallas en textförfattare.
Låtskrivare kan användas för att skriva antingen texterna eller musiken direkt för eller tillsammans med en artist, eller så presenterar de låtar för A&R, utgivare och agenter för övervägande.

## Låtskrivare i Sverige
I Sverige är det bara 100 av Stims 74 000 anslutna upphovsmän som kan leva på musik.

## Mångsysslande låtskrivare

### Som musiker
Låtskrivare är också ofta skickliga musiker. Delvis beror det på att processen att "träna" en låt eller arrangemang kräver att en låtskrivare spelar ett instrument, vanligtvis gitarr eller piano, för att höra hur ackordprogessionen låter och att höra hur bra en viss uppsättning ackord stöder en melodi.

### Som musikproducenter
Med de senaste tekniska förbättringarna kan en låtskrivare nu skapa kommersiellt genomförbar musik nästan helt på sin bärbara dator. Denna tekniska utveckling har gjort rollen som musikproducent/låtskrivare till en mycket mer populär tilldragelse.

## Medskrivande
Låtar skrivna av mer än en person skrivs tillsammans, skrivs gemensamt eller skrivs i samarbete med andra författare.

### Låtskrivarpartnerskap
Låtskrivarpartnerskap eller låtskrivarduo är ett produktivt samarbete som består av två låtskrivare, som vanligtvis delar 50% royalty vardera. Låtskrivarpartnerskap kan vara mellan en kompositör och en textförfattare (Andrew Lloyd Webber med Tim Rice eller Elton John med Bernie Taupin) eller en artist och en producent (Madonna med Patrick Leonard eller Mariah Carey med Walter Afanasieff).